# Жан-Луї Гез де Бальзак
Жан-Луї Гез де Бальзак (фр. Jean-Louis Guez de Balzac; 31 травня 1597 — 18 лютого 1654) — французький письменник, найбільш відомий своїми епістолярними есе, які були широко поширені та читані в його часи. Він був одним із засновників Французької академії.

## Біографія
Гез де Бальзак народився в Ангулемі. Спочатку вважалося, що він народився в 1595 році, але 1848 року ця дата була переглянута після виявлення свідочень про хрещення від 1 червня 1597 року, хоча відомості залишаються суперечливими, оскільки його свідоцтво про народження містило кілька невідповідностей. :31Він народився в заможній буржуазній родині, яка також мала аристократичні титули . У молодості він навчався у двох єзуїтських коледжах в Ангулемі та Пуатьє, де добре вивчив латину та риторику.
У 1612 році він зустрів поета і драматурга Теофіля де Віо, коли трупа де Віо відвідала Ангулем, та втік з дому разом з трупою. :29 Деякий час він подорожував разом з трупою, але коли в травні 1615 року трупа прибула до Лейдена, він записався студентом міського університету, хоча можливо, що також відвідував університет у 1613 році.
Завдяки своїм листам до знайомих і впливових придворних він здобув велику репутацію серед вищих кіл Парижа. На нього посипалися компліменти, врешті він став завсідником Отелю-де-Рамбує.
1624 року вийшла збірка його листів, яку зустріли з великою прихильністю. З Шато де Бальзак, куди він усамітнився в похилому віці, він продовжував листуватися з Жаном Шапеленом, Валентеном Конраром та іншими.
У 1634 році Бальзак був обраний членом Французької академії.
Помер в Ангулемі. 

## Значення «Листів»
Слава Ґеза де Бальзака пов'язана головним чином із його «Листами», друга збірка яких вийшла 1636 року. Наступного року було надруковано «Recueil de nouvelles lettres». Його листи демонструють справжню майстерність стилю; вони вносять нову ясність і точність у французьку прозу та стимулюють розвиток мови на національному рівні, підкреслюючи її найбільш ідіоматичні елементи. Таким чином, Бальзаку належить заслуга проведення у французькій прозі реформи, подібної до віршованої реформи Франсуа де Малерба. У 1631 році він опублікував панегірик французькому королю Людовику XIII під назвою «Правитель»; у 1652 році — «Християнський Сократ» та «Аристип, або Двір» у 1658 році.
З 1962 року його ім'я носить ліцей Геза-де-Бальзака в Ангулемі (Шаранта, Франція).